# South Kensington

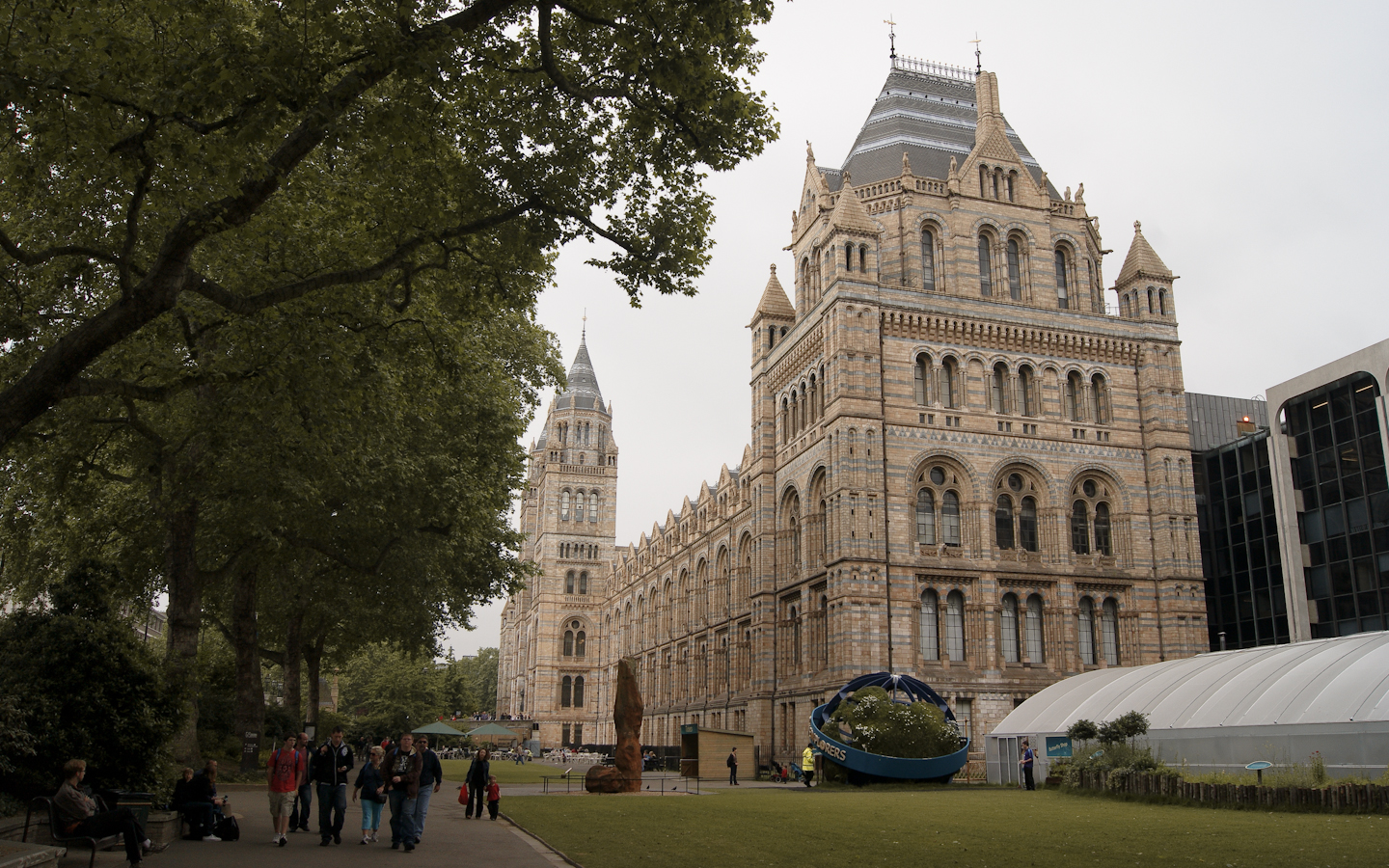
Il Museo di storia naturale

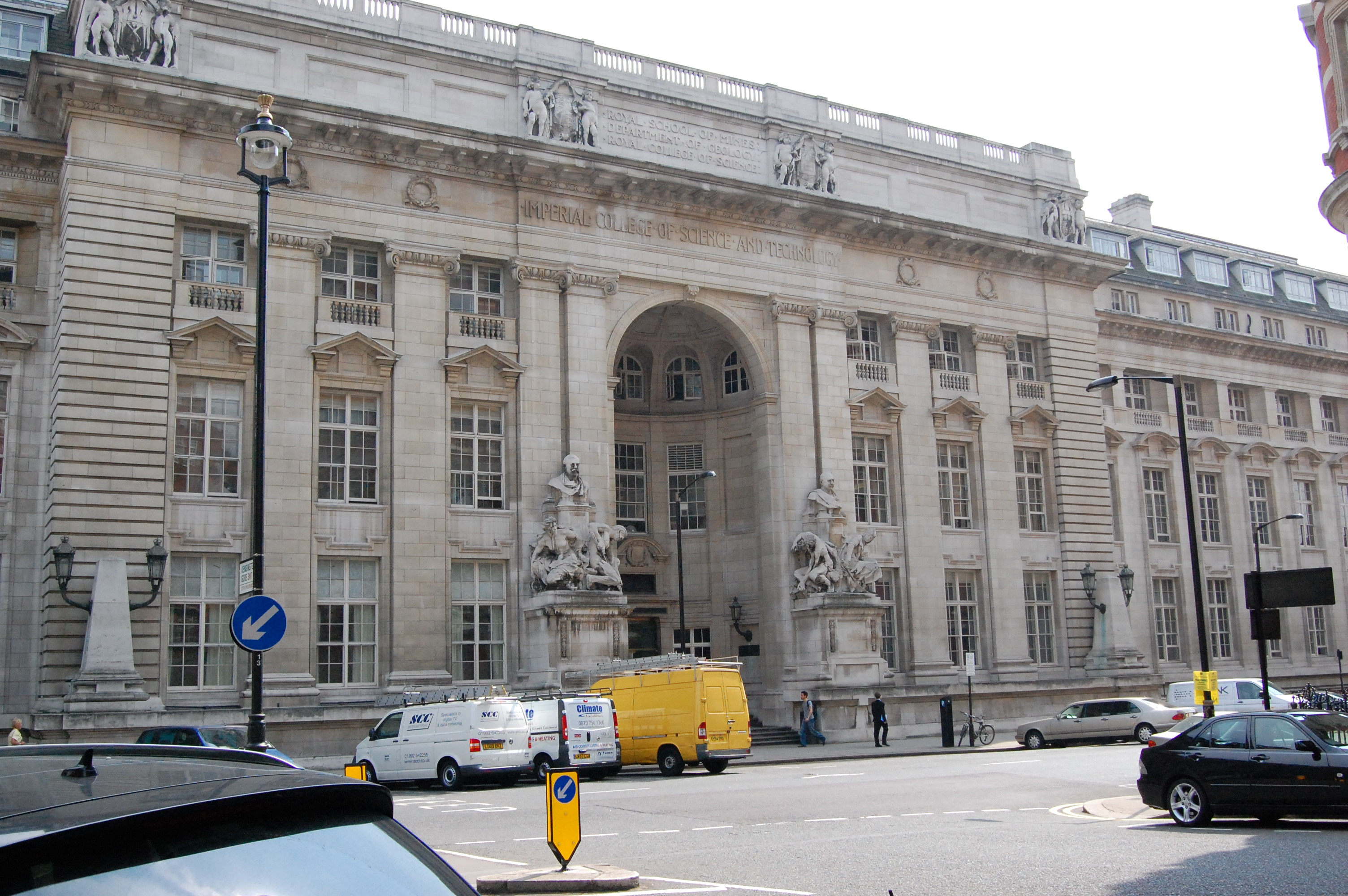
Imperial College

South Kensington è un quartiere situato nella parte sud-occidentale di Londra, all'interno di Kensington; fa parte del Borgo reale di Kensington e Chelsea.
È una zona prettamente residenziale, con pochi spazi verdi e tante abitazioni singole, e si distingue come una tra le più ricche ed eleganti della capitale inglese.
È difficile definire i confini per South Kensington; comunemente si intende l'area che circonda la stazione della metropolitana di South Kensington e le piazze adiacenti al giardino e alle strade come Thurloe Square, di fronte al Victoria and Albert Museum.

## South Kensington nel cinema
- South Kensington ha dato il nome a un film italiano del 2001 del regista Carlo Vanzina.